# Terry Skiverton
Terence "Terry" Skiverton (Mile End, Inglaterra; 26 de junio de 1975) es un exfutbolista y entrenador inglés. Es segundo entrenador en el AFC Wimbledon desde 2022.
Como futbolista, jugó de defensa central desde 1993 hasta su retiro en el Yeovil Town, donde pasó gran parte de su carrera.

## Trayectoria

### Como jugador
Debutó en el Chelsea FC en el año 1993, aunque nunca llegó al primer equipo. En 1995 fue cedido al Wycombe Wanderers, pero un año después lo fichó definitivamente. En 1997 se marchó al Welling United, equipo en el que estuvo hasta 1999, cuando lo fichó el Yeovil Town Football Club, club donde jugó hasta su retiro en 2010.

### Como entrenador
El 18 de febrero de 2009 Skiverton fue nombrado jugador-entrenador del Yeovil Town, puesto que mantuvo hasta después de su retiro como jugador hasta el 2012.
Desde entonces trabajó como entrenador adjunto del club hasta 2018.

## Clubes

### Clubes como futbolista
| Club                         | País       | Año       |
| ---------------------------- | ---------- | --------- |
| Chelsea FC                   | Inglaterra | 1993-1996 |
| Sandefjord BK (préstamo)     | Noruega    | 1995      |
| Wycombe Wanderers (préstamo) | Inglaterra | 1995-1996 |
| Wycombe Wanderers            | Inglaterra | 1996-1997 |
| Welling United               | Inglaterra | 1997-1999 |
| Yeovil Town                  | Inglaterra | 1999-2010 |

### Clubes como entrenador
| Club                        | País       | Año           |
| --------------------------- | ---------- | ------------- |
| Yeovil Town                 | Inglaterra | 2009-2012     |
| Yeovil Town (adjunto)       | Inglaterra | 2012-2015     |
| Yeovil Town (interino)      | Inglaterra | 2015          |
| Yeovil Town (adjunto)       | Inglaterra | 2015-2018     |
| Yeovil Town (inferiores)    | Inglaterra | 2019-2022     |
| Charlton Athletic (adjunto) | Inglaterra | 2022          |
| AFC Wimbledon (adjunto)     | Inglaterra | 2022-presente |

## Palmarés como futbolista

### Campeonatos nacionales
| Título              | Club        | País       | Año  |
| ------------------- | ----------- | ---------- | ---- |
| Football Conference | Yeovil Town | Inglaterra | 2003 |
| Football League Two | Yeovil Town | Inglaterra | 2005 |